# Leopold Auer
Pour les articles homonymes, voir Auer.
Leopold Auer ou Leopold von Auer est un violoniste, pédagogue, chef d'orchestre et compositeur hongrois né le 7 juin 1845 à Veszprém (Hongrie) et mort à Loschwitz près de Dresde le 15 juillet 1930.

## Biographie
Il étudie d'abord avec Ridley Kohné à Budapest, puis avec Jakob Dont à Vienne et enfin avec Joseph Joachim à Hanovre. De 1868 à 1917, il enseigne au Conservatoire de Saint-Pétersbourg ou il fut anobli en 1895 et fut admis en 1903 à siéger au Conseil de l'Empire. Après la Révolution d'Octobre, il quitte la Russie pour les États-Unis où il devient professeur au Curtis Institute of Music à Philadelphie et au Institute of Musical Art à New York. Il adopte d'ailleurs la nationalité américaine en 1926.
Auer est considéré comme l'un des plus grands pédagogues du violon. Beaucoup de ses élèves sont devenus célèbres : Efrem Zimbalist, Nathan Milstein, Mischa Elman, Maja Bang et Jascha Heifetz.
De nombreux compositeurs (Glazounov, Taneïev, Arenski) lui ont dédié leurs œuvres, mais bien que dédicataire du concerto pour violon de Tchaïkovski, il refusa dans un premier temps de le jouer, le considérant comme injouable. Il se décidera pourtant à le mettre à son répertoire plus tard (en 1893), mais avec des modifications dans certains passages. Les interprétations de ce concerto par ses élèves (excepté Nathan Milstein) seront basées sur sa version.
Il meurt en 1930 à Loschwitz et est enterré au cimetière Ferncliff à Hartsdale (New York).
Le compositeur hongrois  György Ligeti 1923-2006 est son petit neveu ; la vibraphoniste de jazz Vera Auer est sa nièce et l'acteur Mischa Auer (né Mischa Ounskowski) son petit-fils.

## Compositions
Auer a écrit un petit nombre d'œuvres pour son instrument parmi lesquelles la Rhapsodie hongroise pour violon et piano. Ses compositions incluent également des cadences pour les concertos pour violon d'autres compositeurs, pour ceux de Beethoven et de Brahms notamment. Outre ses compositions, Auer a écrit également deux livres : Violin Playing as I Teach It (1920) et My Long Life in Music (1923).

## Galerie photographique

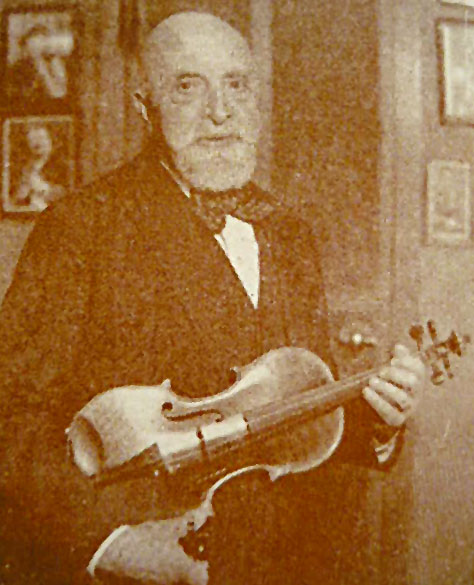
Leopold Auer aux États-Unis en 1922.